# 博斯蒂克 (北卡羅萊納州)
博斯蒂克（英語：Bostic）是一個位於美國北卡羅萊納州拉瑟福縣的城鎮。

## 人口
根據2020年美國人口普查的數據，博斯蒂克的面積為2.42平方千米，皆為陸地。當地共有人口355人，而人口密度為每平方千米147人。